# مسابقات جهانی ترامپولین ۲۰۰۱
مسابقات جهانی ترامپولین ۲۰۰۱ بیست و سومین دوره مسابقات جهانی ترامپولین است که در ادنسه، دانمارک از ۲۶ تا ۲۸ ژوئیه ۲۰۰۱ میلادی برگزار شده است.

## جدول مدال‌ها
| رتبه | کشور                | طلا | نقره | برنز | مجموع |
| ۱    | روسیه               | ۸   | ۲    | ۱    | ۱۱    |
| ۲    | اوکراین             | ۳   | ۲    | ۰    | ۵     |
| ۳    | پرتغال              | ۲   | ۲    | ۰    | ۴     |
| ۴    | آلمان               | ۱   | ۴    | ۰    | ۵     |
| ۵    | ایالات متحده آمریکا | ۰   | ۱    | ۲    | ۳     |
| ۶    | فرانسه              | ۰   | ۱    | ۱    | ۲     |
| ۷    | اسپانیا             | ۰   | ۱    | ۰    | ۱     |
| ۷    | آفریقای جنوبی       | ۰   | ۱    | ۰    | ۱     |
| ۷    | آرژانتین            | ۰   | ۱    | ۰    | ۱     |
| ۸    | بریتانیا            | ۰   | ۰    | ۴    | ۴     |
| ۹    | بلاروس              | ۰   | ۰    | ۲    | ۲     |
| ۱۰   | هلند                | ۰   | ۰    | ۱    | ۱     |
| ۱۰   | برزیل               | ۰   | ۰    | ۱    | ۱     |
| ۱۰   | اسلواکی             | ۰   | ۰    | ۱    | ۱     |
| ۱۰   | استرالیا            | ۰   | ۰    | ۱    | ۱     |